# Isaac Bilenchi
Isaac Bilenchi (în rusă Исаак Биленкий, transliterat: Isaak Bilenki; n. 18/30 noiembrie 1889, Soroca, Basarabia, Imperiul Rus – d. 1950, Leningrad, RSFS Rusă, URSS) a fost un pictor și profesor rus și sovietic.

## Biografie
S-a născut în orașul Soroca din același ținut, gubernia Basarabia (Imperiul Rus), în familia unor evrei basarabeni. În 1912 a absolvit Școala de artă din Kiev (clasele lui Oleksandr Murașko și Ivan Selezniov). Până în 1923 a studiat la Petrograd la școala de artă Vhutemas în clasele pictorilor Dmitri Kardovski și Ivan Tvorojnikov. În anii 1920 a predat desenul.
A participat la expozițiile „Noii Societăți a Artiștilor” (1917), Asociației Artiștilor din Moscova (1917), la expoziția jubiliară „Artiștii RSFSR timp de 15 ani” (1932-1933) de la Muzeul Rus de Stat, unde au fost prezentate șase lucrări ale artistului (inclusiv portrete ale compozitorului Alexandr Glazunov și ale poetului Ilia Selvinski). În anii 1930, a fost angajat în grafică de carte, pregătind ilustrații pentru publicarea romanului „Tom Sawyer” de Mark Twain. În anii 1930, a lucrat în Crimeea, unde a creat o serie de litografii ale fermierilor colectivi din peninsulă.
O expoziție retrospectivă a artistului a fost organizată la Chișinău în 1954. O colecție de 24 de picturi ale artistului (în principal peisaje din Soroca) este păstrată la Muzeul de Istorie și Etnografie din Soroca începând cu anul 1980. În 2017, la Cimișlia a avut loc o expoziție a picturilor lui Bilenchi organizată de muzeul sorocean.
A decedat la Leningrad.

## Picturi
- Portretul lui Piotr Kornilov
- Portret feminin Arhivat în 20 ianuarie 2025, la Wayback Machine.
- Portret feminin (2) Arhivat în 23 ianuarie 2025, la Wayback Machine.
- Portret feminin (3) Arhivat în 19 ianuarie 2025, la Wayback Machine.
- Portretul unei bătrâne[nefuncțională – arhivă]
- Portretul unei fete[nefuncțională – arhivă]
- Capul de fată adormită Arhivat în 3 decembrie 2024, la Wayback Machine.
- La odihnă Arhivat în 4 martie 2016, la Wayback Machine.
- La odihnă (2) Arhivat în 26 noiembrie 2024, la Wayback Machine.
- La odihnă (3)[nefuncțională – arhivă]
- Ilustrație „Becky”[nefuncțională – arhivă]
- Ilustrație „Pastor”[nefuncțională – arhivă]